# Кшесін (Лодзинське воєводство)
Кшесін (пол. Krzesin) — село в Польщі, у гміні Кутно Кутновського повіту Лодзинського воєводства.
Населення — 332 особи (2011).
У 1975-1998 роках село належало до Плоцького воєводства.

## Демографія
Демографічна структура станом на 31 березня 2011 року:
|          | Загалом | Допрацездатний вік | Працездатний вік | Постпрацездатний вік |
| -------- | ------- | ------------------ | ---------------- | -------------------- |
| Чоловіки | 175     | 38                 | 122              | 15                   |
| Жінки    | 157     | 34                 | 92               | 31                   |
| Разом    | 332     | 72                 | 214              | 46                   |